# Hardeknud
|  | Aquest article tracta sobre el rei de Dinamarca del s. IX. Si cerqueu el rei de Dinamarca del s. XI, vegeu «Hardecanut». |

Hardeknud o Canut I (nascut c. 880) era un semi-llegendari Rei de Dinamarca. La saga Ragnarssona þáttr fa de Hardeknud fill del semi-mític cacic viking Sigurd Orm-i-Øje, un dels fills del llegendari Ragnar Lodbrok. La saga al seu torn el fa pare del rei històric, Gorm. S'ha suggerit que és el mateix Hardegon de Northmannia qui a principis del segle X conquerí Dinamarca tal com relata Adam de Bremen.

## Ragnarssona þáttr
La saga Ragnarssona þáttr relata els actes dels fills de Ragnar Lodbrok, i els vincula genealògicament als darrers governants dels regnes escandinaus. Per a Dinamarca, relata que per Blaeja, la filla de rei de Northúmbria Ælla, Sigurd Orm-i-Øje esdevenia pare de Hardeknud (Hörðun-Knútr). Es diu que Hardeknud succeí al seu pare a Selàndia, Escània i Halland, però no a Viken, i fou pare de Gorm. L'opinió erudita manté reserves sobre el grau de credibilitat històrica sorgida d'aquesta font de caràcter èpic.

## Gesta Hammaburgensis d'Adam de Bremen
Dues referències possibles a Hardeknud aparèixer en l'obra del clergue Adam de Bremen, qui vingué d'Alemanya per a recollir la història dels Arquebisbes de Bremen (Gesta Hammaburgensis ecclesiae pontificum), en part basant-se en informació provinent del descendent de Gorm, Svend II de Dinamarca. Adam declara que el rei Helge va ser deposat i Dinamarca va ser conquerida per Olaf que va venir de Suècia (Sueonia). Juntament amb dos dels seus fills, Gyrd i Gnupa, Olof prengué el reialme "per la força de les armes," i el van governar junts, fundant la Casa d'Olaf a Dinamarca. El relat d'Adam diu que foren seguits per un Sigtryg. Aquell Sigtryg era fill de Gnupa amb una dama danesa anomenada Asfrid, és mostrat damunt dues pedres rúniques prop de Slesvig, va aixecar per la seva mare després de la seva mort.
Adam llavors relata que després que Sigtryg regnés un temps breu, durant el tinença de Hoger, Arquebisbe de Bremen (909–915/917), Hardegon, fill de Svend, va venir de "Northmannia" la "terra dels homes del nord," podent-se referir tant a Noruega, Normandia, llavors recentment colonitzada per vikings danesos, o fins i tot del nord Jutlàndia. Hardegon deposà immediatament el rei jove Sigtryg, i llavors governà sense oposició durant uns trenta anys. Hardegon sovint és equiparat amb la llegenda de Hardeknud de llegenda, però alguns historiadors, com Lis Jacobsen, en comptes d'això han conclòs que Hardegon és distint.
Més tard Adam refereix un atac sobre Dinamarca per Enric I d'Alemanya, anomenant el rei defensor com Hardecnudth Vurm en alguns manuscrits, filius Hardecnudth Vurm en altres. Els historiadors generalment acorden que Vurm (cuc o serpent en català) és una representació alemanya del nom danès Gorm, i això dirigeix a interpretacions alternatives, com que referir-se a Gorm, fill (filius) de Hardeknud, o que és un nom doble conduint a la teoria que Hardeknud i Gorm eren la mateixa persona. Les cròniques saxones de Widukind de Corvey informen de la derrota i baptisme forçat del rei danès Chnuba (Gnupa), el 934 a mans del rei alemany Enric. Així mateix la saga d'Olav Tryggvasson diu que la derrota de Gnupa a mans de Gorm el Vell. Alguns historiadors (p. ex. Gustav Storm) han agafat aquests com indicacions que el pare de Sigtryg, Gnupa, encara governava com a mínim part de Dinamarca molt més tard del que relata Adam de Bremen, i la seva dinastia només fou desplaçada per Gorm, fill de Hardeknud .

## Gesta Danorum de Saxo Grammaticus
En la darrera i influïda per les llegendes Gesta Danorum de Saxo Grammaticus, Hardeknud apareix com Knut. És descrit com a fill d'Erik, un descendent de Ragnar Lodbrok, per Gudorm, la neta de Harald Klak. En la seva versió del conte, Hardeknud és elevat per Ennignup (suggerit que és la rendició als saxons de Gnupa), però mai acceptà el cristianisme.